# FOG-2
El Фугасный огнемёт ФОГ-2 o en català Llançaflames d'Alt Explosiu FOG-2, era un llançaflames dissenyat i produït per la Unió Soviètica durant la Segona Guerra Mundial.

## Història
En 1941, va començar la producció de un nou llançaflames en la Unió Soviètica del llançaflames FOG-1, per un grup d'empleats del 10è Departament de l'Estat Unió de Bureau No. 47, sota les ordres del Camarada Nivikov (dissenyador d'armes). L'arma disposava d'un contenidor cilíndric en el que s'emmagatzemava el combustible, amb una capacitat per a 20 kg d'aquest. En 1943, degut a diversos errors en el primer disseny (la falta de pressió, degut a la combinació de gasos), va aparèixer el FOG-2, la versió millorada del FOG-1. Aquesta nova arma era més mòbil que l'anterior versió, ja que disposava d'una mànega per on agafar-lo. Aquests llançaflames seguien sent molt pesats, el FOG-2 pesava 32 kg (comparats amb els 33 del FOG-1, es podia considerar més lleuger), però gràcies al seu gran pes, era capaç d'arribar a unes distàncies efectives d'uns 110 metres, amb una distància màxima de 140 metres. Durant la guerra, es van produir prop de 15.000 unitats de llançaflames FOG-2, i van ser utilitzats en grans quantitats en tots els fronts de la Segona Guerra Mundial.

## Disseny
L'arma pesava uns 32 kg sense carregar, i el combustible pesava 20 kg afegits (en cas que el dipòsit estigués totalment ple). Aquest llançaflames només es podia usar una vegada. Tenia una distància operativa d'uns 100-110 metres, i una distància operativa màxima de 140 metres.